# Pixel (smartphone)
Google Pixel e Google Pixel XL são smartphones Android desenvolvidos pela Google. Foram anunciados em um evento aberto à imprensa em 4 de outubro de 2016. O Pixel e o Pixel XL também servem à Google como plataforma de lançamento para o Android 7.1 Nougat.

## Desenvolvimento
Anteriormente, a Google co-desenvolvia dispositivos Android topo de linha através do programa Nexus. Estes aparelhos eram projetados como "referência" da plataforma Android aos demais OEMs, para que os utilizassem como guia para os próprios produtos. Sob o comando do novo chefe de hardware Rick Osterloh, que já trabalhou na Motorola Mobility, a Google começou a alterar o seu foco para o desenvolvimento de um ecossistema de produtos e plataformas criados pela própria empresa, como o ecossistema Google Home, o Google Assistant e o Google Daydream. Osterloh afirmou que "grande parte da inovação que queremos empreender agora requer um controle da experiência de usuário de ponta a ponta". Como tal, ao contrário dos dispositivos Nexus, o Pixel foi projetado pela Google e é comercializado como um produto desta empresa, embora a HTC ainda sirva como OEM.

## Especificações

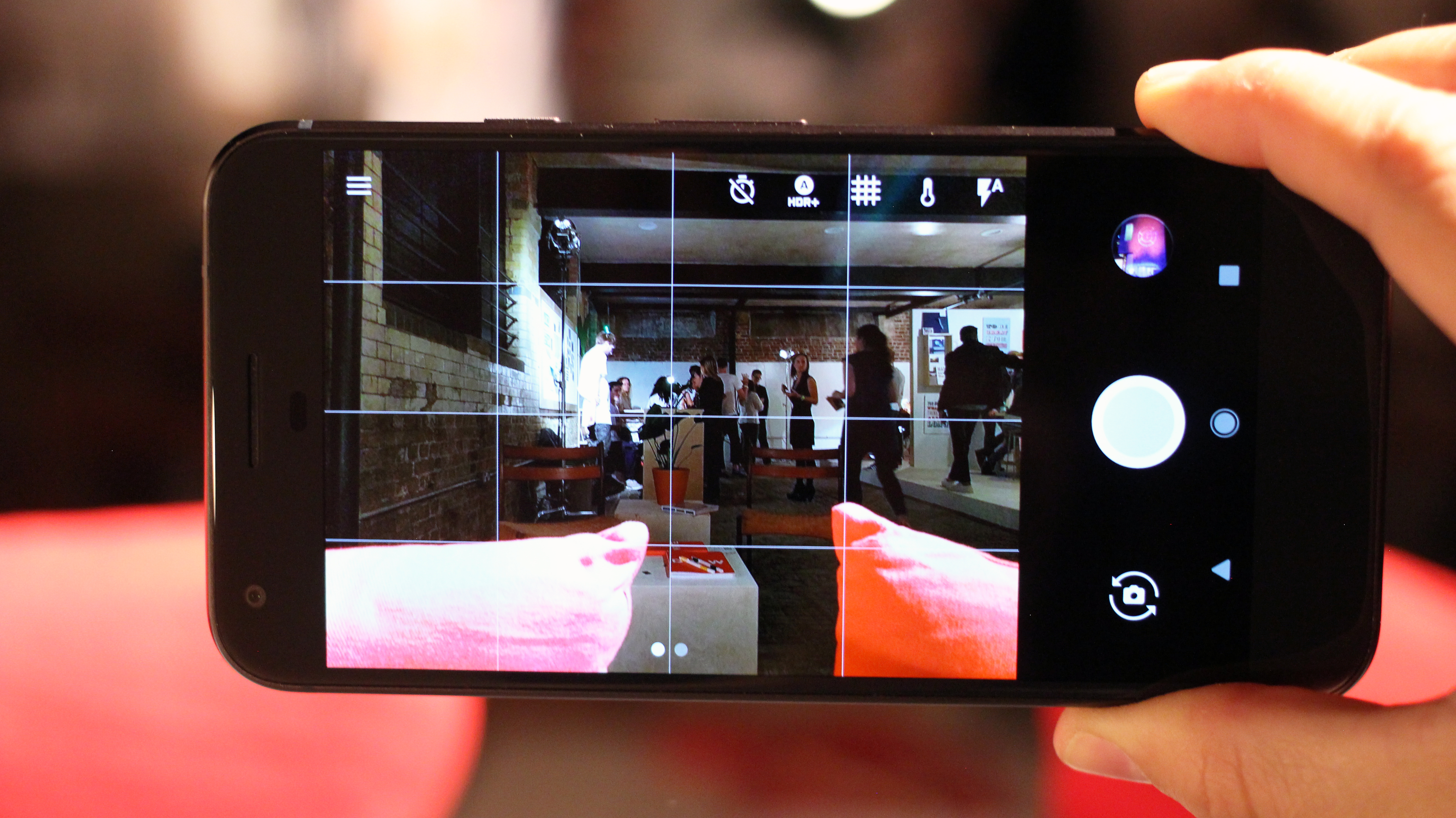
Pixel XL com a câmera aberta.

O Pixel utiliza um chassi de alumínio, com um painel de vidro na parte traseira onde se encontram a câmera e o leitor de impressões digitais, e um conector do tipo USB-C. Ambos os modelos são equipados com o SoC Qualcomm Snapdragon 821, com 4 GB de memória RAM, e diferenciam-se pelo tamanho do display; os modelos padrão e XL apresentam displays 5 in (130 mm) 1080p AMOLED e 5,5 in (140 mm) 1440p AMOLED respectivamente. Ambos também são oferecidos em versões com 32 e 128 GB de armazenamento interno.
O Pixel possui uma câmera traseira de 12 megapixels, com uma abertura de f/2.0, e um sensor Sony IMX378 com pixels de 1.55 μm. A câmera utiliza um sistema de estabilização digital de imagem ligado ao giroscópio do smartphone e aos sensores de movimento. A fim de aumentar a velocidade de captura, 30 frames são continuamente capturados por segundo enquanto a câmera está ativa. Quando uma foto é tirada, até dez desses frames são combinados para formar uma única imagem.
O dispositivo é vendido com o Android 7.1 "Nougat", integra-se plenamente ao Google Assistant, e oferece serviços de suporte técnico em tempo real integrados ao próprio sistema. Da mesma forma que os dispositivos Nexus, o Pixel receberá as atualizações do Android diretamente da Google. O Pixel também é compatível com o sistema de realidade virtual Google Daydream. Todos os smartphones Pixel incluirão, pelo resto da vida útil dos dispositivos, o serviço de backup ilimitado de fotografias e vídeos em resolução total no Google Photos.

## Modelos
A partir de 2016, foram criados mais de 17 modelos, aqui está eles:
Pixel (2016), 
Pixel XL (2016), 
Pixel 2 (2017), 
Pixel 2 XL (2017), 
Pixel 3 (2018), 
Pixel 3 XL (2018), 
Pixel 3a (2019), 
Pixel 3a XL (2019), 
Pixel 4 (2019), 
Pixel 4 XL (2019), 
Pixel 4a (2020), 
Pixel 4a 5G (2020), 
Pixel 5 (2020), 
Pixel 5a (2021), 
Pixel 6 (2021), 
Pixel 6 Pro (2021), 
Pixel 6a (2022), 
Pixel 7 (2022) e 
Pixel 7 Pro (2022)

## Lançamento
Nos Estados Unidos, o Pixel será comercializado com exclusividade pela Verizon Wireless e pela Project Fi, mas também estará disponível diretamente ao consumidor através da loja online da Google. No Reino Unido, os dispositivos estarão disponíveis através da EE Limited e da Carphone Warehouse.